# King’s Cup (Fußball) 2015
Der King’s Cup 2015 (thailändisch คิงส์คัพ 2015) war die 43. Austragung eines Fußballwettbewerbs in Thailand. Ausgetragen und organisiert wurde der Wettbewerb vom thailändischen Fußballverband.

## Teilnehmende Mannschaften
| Mannschaft     | Nationaler Verband                                 | Regionaler Verband | Kontinentalverband           |
| -------------- | -------------------------------------------------- | ------------------ | ---------------------------- |
| Thailand       | Football Association of Thailand                   | AFF                | Asian Football Confederation |
| Honduras U20   | Federación Nacional Autónoma de Fútbol de Honduras | UNCAF              | CONCACAF                     |
| Südkorea U23   | Korea Football Association                         | EAFF               | Asian Football Confederation |
| Usbekistan U23 | Oʻzbekiston Futbol Federatsiyasi                   | CAFA               | Asian Football Confederation |

## Modus
Jede Mannschaft tritt in einer Einfachrunde gegen die anderen teilnehmenden Mannschaften an. Jede Mannschaft bestreitet drei Spiele. Es wird nach der 3-Punkte-Regel gespielt (drei Punkte pro Sieg, ein Punkt pro Unentschieden).

## Austragungsort
Alle Spiele fanden in Nakhon Ratchasima im 20.000 Zuschauer fassenden 80th Birthday Stadium statt.

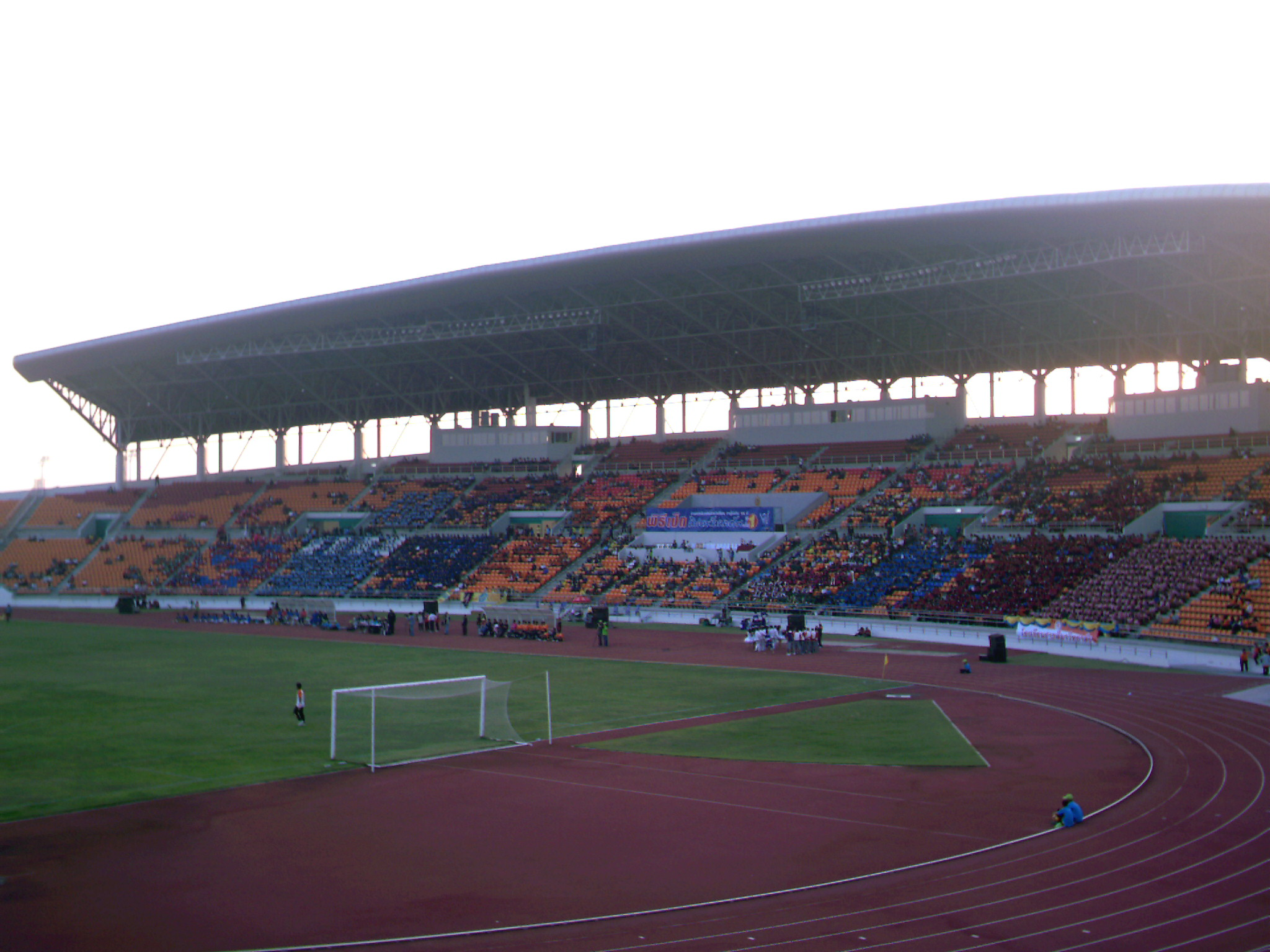
80th Birthday Stadium

## Tabelle
| Pl. | Verein         | Sp. | S | U | N | Tore    | Diff. | Punkte |
| --- | -------------- | --- | - | - | - | ------- | ----- | ------ |
| 1.  | Südkorea U23   | 3   | 2 | 1 | 0 | 003:000 | +3    | 07     |
| 2.  | Thailand       | 3   | 1 | 1 | 1 | 005:600 | −1    | 04     |
| 3.  | Usbekistan U23 | 3   | 1 | 0 | 2 | 007:700 | ±0    | 03     |
| 4.  | Honduras U20   | 3   | 1 | 0 | 2 | 005:700 | −2    | 03     |

## Spiele
| Datum                        |                | Ergebnis |              |
| ---------------------------- | -------------- | -------- | ------------ |
| 1. Februar 2015 um 16:00 Uhr | Usbekistan U23 | 0:1      | Südkorea U23 |
| 1. Februar 2015 um 19:00 Uhr | Thailand       | 3:1      | Honduras U20 |
| 4. Februar 2015 um 16:00 Uhr | Honduras U20   | 0:2      | Südkorea U23 |
| 4. Februar 2015 um 19:00 Uhr | Usbekistan U23 | 5:2      | Thailand     |
| 7. Februar 2015 um 16:00 Uhr | Usbekistan U23 | 2:4      | Honduras U20 |
| 7. Februar 2015 um 19:00 Uhr | Thailand       | 0:0      | Südkorea U23 |

## Platzierung
| Platz    | Mannschaft     |
| -------- | -------------- |
| 1. Platz | Südkorea U23   |
| 2. Platz | Thailand       |
| 3. Platz | Usbekistan U23 |
| 4. Platz | Honduras U20   |